# Prix Lizzie Magie
 (août 2025).
Si vous disposez d'ouvrages ou d'articles de référence ou si vous connaissez des sites web de qualité traitant du thème abordé ici, merci de compléter l'article en donnant les références utiles à sa vérifiabilité et en les liant à la section « Notes et références ».
 (août 2025).
Motif : Sources de qualité montrant la notoriété encyclopédique de ce prix ?
- Archive Wikiwix
- Bing
- Cairn
- DuckDuckGo
- E. Universalis
- Gallica
- Google
- G. Books
- G. News
- G. Scholar
- Persée
- Qwant
- (zh) Baidu
- (ru) Yandex
- (wd) trouver des œuvres sur Wikidata

| 1. | Préciser le motif de la pose du bandeau. | Précisez le motif de la pose du bandeau en utilisant la syntaxe suivante : {{admissibilité à vérifier\|date=août 2025\|motif=remplacez ce texte par le motif}}                         |
| 2. | Informer les utilisateurs concernés.     | Pensez à avertir le créateur de l'article, par exemple, en insérant le code ci-dessous sur sa page de discussion : {{subst:avertissement admissibilité à vérifier\|Prix Lizzie Magie}} |

 (mars 2025).
La mise en forme du texte ne suit pas les recommandations de Wikipédia : il faut le « wikifier ».
Les points d'amélioration suivants sont les cas les plus fréquents. Le détail des points à revoir est peut-être précisé sur la page de discussion.
- Les titres sont pré-formatés par le logiciel. Ils ne sont ni en capitales, ni en gras.
- Le texte ne doit pas être écrit en capitales (les noms de famille non plus), ni en gras, ni en italique, ni en « petit »…
- Le gras n'est utilisé que pour surligner le titre de l'article dans l'introduction, une seule fois.
- L'italique est rarement utilisé : mots en langue étrangère, titres d'œuvres, noms de bateaux, etc.
- Les citations ne sont pas en italique mais en corps de texte normal. Elles sont entourées par des guillemets français : « et ».
- Les listes à puces sont à éviter, des paragraphes rédigés étant largement préférés. Les tableaux sont à réserver à la présentation de données structurées (résultats, etc.).
- Les appels de note de bas de page (petits chiffres en exposant, introduits par l'outil «  Source ») sont à placer entre la fin de phrase et le point final[comme ça].
- Les liens internes (vers d'autres articles de Wikipédia) sont à choisir avec parcimonie. Créez des liens vers des articles approfondissant le sujet. Les termes génériques sans rapport avec le sujet sont à éviter, ainsi que les répétitions de liens vers un même terme.
- Les liens externes sont à placer uniquement dans une section « Liens externes », à la fin de l'article. Ces liens sont à choisir avec parcimonie suivant les règles définies. Si un lien sert de source à l'article, son insertion dans le texte est à faire par les notes de bas de page.
- La présentation des références doit suivre les conventions bibliographiques. Il est recommandé d'utiliser les modèles {{Ouvrage}}, {{Chapitre}}, {{Article}}, {{Lien web}} et/ou {{Bibliographie}}. Le mode d'édition visuel peut mettre en forme automatiquement les références.
- Insérer une infobox (cadre d'informations à droite) n'est pas obligatoire pour parachever la mise en page.

Pour une aide détaillée, merci de consulter Aide:Wikification.
Si vous pensez que ces points ont été résolus, vous pouvez retirer ce bandeau et améliorer la mise en forme d'un autre article.
Le Prix Lizzie Magie est une récompense décernée chaque année depuis 2021 lors du festival de jeux Rennes en Jeux.
Ce prix distingue un jeu, un auteur, ou encore une structure du monde ludique dont la production ou la démarche s’inscrit dans un engagement social, politique ou environnemental.

## Historique
Le prix est créé en 2021 par le festival Rennes en Jeux, avec la volonté d'interroger la place du jeu comme objet culturel et médiatique, et de valoriser les œuvres ludiques engagées. Chaque année, le jury sélectionne les lauréats parmi les jeux ou les personnes dont la production ou la démarche témoigne d’une réflexion sociale, politique ou environnementale.
Le prix doit son nom à Elizabeth J. Magie Phillips, dite Lizzie Magie, inventrice américaine connue pour The Landlord’s Game (1904), jeu de société conçu pour illustrer les effets économiques des monopoles et défendre les théories de l’économiste Henry George. Cette référence souligne la dimension engagée que le prix entend valoriser dans le domaine ludique.

## Composition du jury
Le jury du Prix Lizzie Magie est composé de personnalités issues du secteur ludique, culturel ou associatif. Sa composition évolue d’une édition à l’autre afin d’assurer une diversité de regards sur les candidatures examinées.
Les membres du jury sont chargés de repérer et d’évaluer les initiatives ludiques susceptibles de correspondre aux critères du prix.
La publication des palmarès est accompagnée de notes du jury qui précisent et détaillent les motivations, et parfois les limites, des prix.

## Editions

### 2022

#### Jury
Christel Beneston, Xavier Berret, Sarah Blaineau, Loïc Boisnier, Tiphaine Facélina, Henri Kermarrec, Cathy Suignard et Alan Vallet.

#### Lauréats
- Friedemann Friese, pour une œuvre ludique marquée par des thématiques politiques et sociétales comme Feierabend, Futuropia, Friese’s Landlord ou Fiese Freunde Fette Feten

- Les Jeux Opla, maison d'édition française de jeux de société pour sa démarche environnementale tout en défendant des valeurs éthiques et culturelles fortes.

- La gamme Cartaventura[6][source insuffisante], de Thomas Dupont édité par Blam!, jeux narratifs abordant des thématiques historiques et humaines

### 2023

#### Jury
Xavier Berret, Sarah Blaineau, Loïc Boisnier, Henri Kermarrec, Cathy Suignard, Alan Vallet.

#### Lauréats
- Alice is Missing[7], jeu de Spencer Starke, localisé par Origames, abordant la disparition d'une adolescente et interrogeant le monde contemporain, nos réalités sociales et leur complexité (disparition, mort, mal de vivre, relations parents/enfants, violences faites aux femmes).

- ALF - Association des Ludothèques Françaises, pour son action en faveur de la reconnaissance et de la professionnalisation des ludothèques.

### 2024[8]

#### Jury
Xavier Berret, Sarah Blaineau, Henri Kermarrec, Pierre-Yves Le Du, Cathy Suignard, Sélène Tonon, Alan Vallet.

#### Lauréats
- Atiwa, de Uwe Rosenberg édité par Lookout Games, sensibilisant aux enjeux écologiques et la préservation de la biodiversité.

- Kauri, de Charlec, édité par Débâcle Jeux, un jeu qui porte un regard critique sur l’impact de la colonisation de la Nouvelle-Zélande.

### 2025[9],[10]

#### Jury
Matthias Baurie, Xavier Berret, Sarah Blaineau, Pierre-Yves Le Du, Polgara, Julien Prothière, Cathy Suignard, Sélène Tonon.

#### Lauréats
- Avery Alder, autrice de jeux de rôle, pour l’ensemble de son travail explorant les thématiques queer, communautaires et sociales, notamment avec Monsterhearts, Dream Askew ou A Quiet Year
- Link City, d’Émilien Alquier, édité par Bandjo! pour son traitement des politiques urbaines, de la mixité sociale et de la citoyenneté à travers la mécanique de construction de la ville.
- Daybreak, de Matteo Menapace et Matt Leacock, édité par CMYK pour la mise en jeu collaborative des enjeux climatiques mondiaux